# Temporada 1962-63 de la NBA
La temporada 1962-63 de la NBA fue la 17.ª en la historia de la liga. La temporada finalizó con Boston Celtics como campeones (el quinto de ocho anillos consecutivos) tras ganar a Los Angeles Lakers por 4–2. 

## Aspectos destacados
- Los Warriors se trasladaron de Filadelfia (Pensilvania) a San Francisco (California).
- Chicago Packers fue renombrado a Chicago Zephyrs.
- El All-Star Game de la NBA de 1963 se disputó en el Los Angeles Memorial Sports Arena de Los Ángeles (California), con victoria del Este sobre el Oeste 115-108. Bill Russell, de Boston Celtics, ganó el MVP del partido.
- La ABC comenzó a televisar partidos de la NBA, algo que haría hasta la temporada 1973-74, cuando la CBS se hizo con los derechos. La ABC no televisaría ningún partido de la NBA hasta el Día de Navidad de 2002.

## Clasificaciones
| Equipo             | V  | D  | %V   | P  |
| ------------------ | -- | -- | ---- | -- |
| Boston Celtics C   | 58 | 22 | .725 | -  |
| Syracuse Nationals | 48 | 32 | .600 | 10 |
| Cincinnati Royals  | 42 | 38 | .525 | 16 |
| New York Knicks    | 21 | 59 | .263 | 37 |

| Equipo                 | V  | D  | %V   | P  |
| ---------------------- | -- | -- | ---- | -- |
| Los Angeles Lakers     | 53 | 27 | .663 | -  |
| St. Louis Hawks        | 48 | 32 | .600 | 5  |
| Detroit Pistons        | 34 | 46 | .425 | 19 |
| San Francisco Warriors | 31 | 49 | .388 | 22 |
| Chicago Zephyrs        | 25 | 55 | .313 | 28 |

* V: Victorias
* D: Derrotas
* %V: Porcentaje de victorias
* P: Partidos de diferencia respecto a la primera posición
* C: Campeón

## Playoffs
|  | Semifinales de División | Semifinales de División | Semifinales de División |   |  | Finales de División | Finales de División | Finales de División |  |  | Finales de la NBA | Finales de la NBA | Finales de la NBA |
|  |                         |                         |                         |   |  |                     |                     |                     |  |  |                   |                   |                   |
|  | E3                      | Cincinnati              | 3                       |   |  | E1                  | Boston              | 4                   |  |  |                   |                   |                   |
|  | E3                      | Cincinnati              | 3                       |   |  | E1                  | Boston              | 4                   |  |  |                   |                   |                   |
|  | E2                      | Syracuse                | 2                       |   |  | E3                  | Cincinnati          | 3                   |  |  |                   |                   |                   |
|  | E2                      | Syracuse                | 2                       |   |  | E3                  | Cincinnati          | 3                   |  |  |                   |                   |                   |
|  |                         |                         |                         |   |  | División Este       |                     |                     |  |  |                   |                   |                   |
|  |                         |                         |                         |   |  |                     |                     |                     |  |  |                   |                   |                   |
|  |                         |                         |                         |   |  |                     |                     |                     |  |  | E1                | Boston            | 4                 |
|  |                         |                         |                         |   |  |                     |                     |                     |  |  | E1                | Boston            | 4                 |
|  |                         | O1                      | Los Angeles             | 2 |  |                     |                     |                     |  |  |                   |                   |                   |
|  |                         |                         |                         |   |  |                     |                     |                     |  |  |                   |                   |                   |
|  |                         |                         |                         |   |  |                     |                     |                     |  |  |                   |                   |                   |
|  |                         |                         |                         |   |  |                     |                     |                     |  |  |                   |                   |                   |
|  | O3                      | Detroit                 | 1                       |   |  | O1                  | Los Angeles         | 4                   |  |  |                   |                   |                   |
|  | O3                      | Detroit                 | 1                       |   |  | O1                  | Los Angeles         | 4                   |  |  |                   |                   |                   |
|  | O2                      | St. Louis               | 3                       |   |  | O2                  | St. Louis           | 3                   |  |  |                   |                   |                   |
|  | O2                      | St. Louis               | 3                       |   |  | O2                  | St. Louis           | 3                   |  |  |                   |                   |                   |
|  |                         |                         |                         |   |  | División Oeste      |                     |                     |  |  |                   |                   |                   |
|  |                         |                         |                         |   |  |                     |                     |                     |  |  |                   |                   |                   |

## Estadísticas
| Categoría                    | Jugador          | Equipo                 | Estadísticas |
| ---------------------------- | ---------------- | ---------------------- | ------------ |
| Puntos por partido           | Wilt Chamberlain | San Francisco Warriors | 44.8         |
| Rebotes por partido          | Wilt Chamberlain | San Francisco Warriors | 24.3         |
| Asistencias por partido      | Guy Rodgers      | San Francisco Warriors | 10.4         |
| Porcentaje de tiros de campo | Wilt Chamberlain | San Francisco Warriors | 52.8         |
| Porcentaje de tiros libres   | Larry Costello   | Syracuse Nationals     | 88.1         |

## Premios
- MVP de la Temporada
  -  Bill Russell (Boston Celtics)
- Rookie del Año
  -  Terry Dischinger (Chicago Zephyrs)

| - Mejor Quinteto de la Temporada - Bob Pettit, St. Louis Hawks - Elgin Baylor, Los Angeles Lakers - Oscar Robertson, Cincinnati Royals - Jerry West, Los Angeles Lakers - Bill Russell, Boston Celtics | - 2.º Mejor Quinteto de la Temporada - Hal Greer, Syracuse Nationals - Bob Cousy, Boston Celtics - Wilt Chamberlain, San Francisco Warriors - Bailey Howell, Detroit Pistons - Tom Heinsohn, Boston Celtics |

- Mejor Quinteto de Rookies
  - Terry Dischinger, Chicago Zephyrs
  - Chet Walker, Syracuse Nationals
  - Zelmo Beaty, St. Louis Hawks
  - John Havlicek, Boston Celtics
  - Dave DeBusschere, Detroit Pistons